# Coupe de France 1939/40
Het seizoen 1939/40 was het 23e seizoen van de Coupe de France in het voetbal. Het toernooi werd georganiseerd door de Franse voetbalbond.
1939/40 was het eerste van de zes oorlogsseizoenen in het Franse voetbal. In tegenstelling tot de aangepaste competitie die als onofficieel telt en waarvan de titel niet bij het palmares van de clubs geteld wordt, wordt het bekertoernooi wel als officieel geteld.
Dit seizoen namen er 778 clubs aan deel (51 meer dan de record deelname in het vorige seizoen). De competitie eindigde op 5 mei 1940 met de finale in het Parc des Princes in Parijs. De zege ging voor de derde keer naar RC Paris die Olympique Marseille met 2-1 versloeg.
Na de regionaal gespeelde ronden traden de 21 clubs van de professionele noodcompetities voor het eerst aan in de eerste landelijke gespeelde ronde, de 1/32 finale.

## Uitslagen

### 1/32 finale
De wedstrijden werden op 17 december 1939 gespeeld. De beslissingswedstrijden op 24 december.
| Winnaar              | Uitslag      | Verliezer           |
| -------------------- | ------------ | ------------------- |
| RC Paris             | 3-0          | Stade Français      |
| Olympique Marseille  | 5-1          | Olympique Nîmes     |
| FC Rouen             | 1-0          | US Vésinet          |
| RC Lens              | 0-0 nv ; 7-3 | RC Arras            |
| FC Sochaux           | 2-1          | US Belfort          |
| FC Sète              | 10-2         | RC Agde             |
| SC Fives             | 5-4          | AC Amiens           |
| CA Paris             | 3-2          | SO Charenton        |
| CO Cholet            | 2-0          | Stade Rennes        |
| OGC Nice             | 5-1          | FC Antibes          |
| US Boulogne          | 7-1          | Olympique Dunkerque |
| Stade Compiègne      | 2-0          | CO Billancourt      |
| AS Saint-Étienne     | 3-1          | US Rouet            |
| RC Strasbourg        | 4-2          | SVA Ruelle          |
| Le Havre AC          | 3-1          | FC Dieppe           |
| AS Troyes-Savinienne | 1-1 nv ; 1-0 | UA Paris XVIe (?)   |

| Winnaar                   | Uitslag      | Verliezer           |
| ------------------------- | ------------ | ------------------- |
| ASJ Châteaudun            | 3-2          | Arago Sport Orléans |
| SO Montpellier            | 3-0          | Olympique Alès      |
| SM Caen                   | 2-1          | AS Cherbourg-Stella |
| US Valenciennes-Anzin     | 5-1          | Excelsior Roubaix   |
| US Annemasse              | 5-1          | Lyon OU             |
| FC Bordeaux-Bouscat       | 3-1          | Toulouse FC         |
| JS Puteaux                | 3-0          | CA Paris XIVe (?)   |
| AS Trouville-Deauville    | 0-0 nv ; 1-0 | US Quevilly         |
| La Tour d’Auvergne Rennes | 7-1          | FC Lorient          |
| AS Cannes                 | 2-1          | AS Monaco           |
| Stade L’Est               | 2-1          | Red Star Olympique  |
| Stade Reims               | 4-0          | SC Choisy-le-Roi    |
| AS Moulins                | 4-2          | ASA Vauzelles       |
| Girondins Bordeaux        | 7-1          | SCO Angers          |
| ES Juvisy                 | 4-0          | US Asnières         |
| FC Levallois              | 5-4          | CO Auberville       |

### 1/16 finale
De wedstrijden werden op 7 en 14 januari 1940 gespeeld, de beslissingswedstrijden op 14 januari (Sète-Bordeaux-Bouscat) en 4 februari (Sochaux-Annemasse).
| Winnaar             | Uitslag      | Verliezer              |
| ------------------- | ------------ | ---------------------- |
| RC Paris            | 3-2          | ASJ Châteaudun         |
| Olympique Marseille | 2-0          | SO Montpellier         |
| FC Rouen            | 9-1          | SM Caen                |
| RC Lens             | 2-0          | US Valenciennes-Anzin  |
| FC Sochaux          | 1-1 nv ; 4-1 | US Annemasse           |
| FC Sète             | 1-1 nv ; 5-0 | FC Bordeaux-Bouscat    |
| SC Fives            | 9-0          | JS Puteaux             |
| CA Paris            | 9-0          | AS Trouville-Deauville |

| Winnaar              | Uitslag | Verliezer                 |
| -------------------- | ------- | ------------------------- |
| CO Cholet            | 3-2     | La Tour d’Auvergne Rennes |
| OGC Nice             | 3-2     | AS Cannes                 |
| US Boulogne          | 6-3     | Stade L’Est               |
| Stade Compiègne      | 2-1     | Stade Reims               |
| AS Saint-Étienne     | 10-1    | AS Moulins                |
| RC Strasbourg        | 3-2     | Girondins Bordeaux        |
| Le Havre AC          | 4-1     | ES Juvisy                 |
| AS Troyes-Savinienne | 4-3     | FC Levallois              |

### 1/8 finale
De wedstrijden werden op 4, 11 en 18 februari 1940 gespeeld.
| Winnaar             | Uitslag | Verliezer       |
| ------------------- | ------- | --------------- |
| RC Paris            | 8-0     | CO Cholet       |
| Olympique Marseille | 3-2     | OGC Nice        |
| FC Rouen            | 5-2     | US Boulogne     |
| RC Lens             | 3-1     | Stade Compiègne |

| Winnaar    | Uitslag | Verliezer            |
| ---------- | ------- | -------------------- |
| FC Sochaux | 4-2     | AS Saint-Étienne     |
| FC Sète    | 8-1     | RC Strasbourg        |
| SC Fives   | 1-0     | Le Havre AC          |
| CA Paris   | 10-0    | AS Troyes-Savinienne |

### Kwartfinale
De wedstrijden werden op 3 maart 1940 gespeeld.
| Winnaar             | Uitslag | Verliezer  |
| ------------------- | ------- | ---------- |
| RC Paris            | 3-1     | FC Sochaux |
| Olympique Marseille | 1-0     | FC Sète    |
| FC Rouen            | 2-1     | SC Fives   |
| RC Lens             | 2-1 nv  | CA Paris   |

### Halve finale
De wedstrijden werden op 7 april 1940 gespeeld.
| Winnaar             | Uitslag | Verliezer |
| ------------------- | ------- | --------- |
| RC Paris            | 8-4     | FC Rouen  |
| Olympique Marseille | 9-1     | RC Lens   |

### Finale
De wedstrijd werd op 5 mei 1940 gespeeld in het Parc des Princes in Parijs voor 25.969 toeschouwers. De wedstrijd stond onder leiding van scheidsrechter Charles Delasalle.
| Winnaar                          | Uitslag | Finalist            |
| -------------------------------- | ------- | ------------------- |
| RC Paris                         | 2-1     | Olympique Marseille |
| René Roulier 25' Jules Mathé 70' |         | 16' Emmanuel Aznar  |

1917/18 · 1918/19 · 1919/20 · 1920/21 · 1921/22 · 1922/23 · 1923/24 · 1924/25 · 1925/26 · 1926/27 · 1927/28 · 1928/29 · 1929/30 · 1930/31 · 1931/32 · 1932/33 · 1933/34 · 1934/35 · 1935/36 · 1936/37 · 1937/38 · 1938/39 · 1939/40 · 1940/41 · 1941/42 · 1942/43 · 1943/44 · 1944/45 · 1945/46 · 1946/47 · 1947/48 · 1948/49 · 1949/50 · 1950/51 · 1951/52 · 1952/53 · 1953/54 · 1954/55 · 1955/56 · 1956/57 · 1957/58 · 1958/59 · 1959/60 · 1960/61 · 1961/62 · 1962/63 · 1963/64 · 1964/65 · 1965/66 · 1966/67 · 1967/68 · 1968/69 · 1969/70 · 1970/71 · 1971/72 · 1972/73 · 1973/74 · 1974/75 · 1975/76 · 1976/77 · 1977/78 · 1978/79 · 1979/80 · 1980/81 · 1981/82 · 1982/83 · 1983/84 · 1984/85 · 1985/86 · 1986/87 · 1987/88 · 1988/89 · 1989/90 · 1990/91 · 1991/92 · 1992/93 · 1993/94 · 1994/95 · 1995/96 · 1996/97 · 1997/98 · 1998/99 · 1999/00 · 2000/01 · 2001/02 · 2002/03 · 2003/04 · 2004/05 · 2005/06 · 2006/07 · 2007/08 · 2008/09 · 2009/10 · 2010/11 · 2011/12 · 2012/13 · 2013/14 · 2014/15 · 2015/16 · 2016/17 · 2017/18 · 2018/19 · 2019/20 · 2020/21 · 
2021/22 · 2022/23 · 2023/24 · 2024/25 ·